# Ignacio Colombini
Ignacio Colombini (Salto, 12 maggio 1992) è un calciatore argentino, attaccante del Boca Unidos.

## Caratteristiche tecniche
È un'ala destra.

## Carriera
Cresciuto nel settore giovanile del Racing Club, ha esordito in prima squadra il 3 febbraio 2010 disputando l'incontro di Primera División perso 2-1 contro il Colón (SF).